# Ваикапу
Ваикапу (гав. Waikapū) — статистически обособленная местность в округе Мауи (штат Гавайи, США).

## География
Согласно Бюро переписи населения США статистически обособленная местность Ваикапу имеет общую площадь 28,5 квадратных километров, из которых 28,4 км2 относится к суше и 0,1 км2 или 0,18 % — к водным ресурсам.

## Демография
По данным переписи населения за 2000 год в Ваикапу проживало 1115 человек, насчитывалось 347 домашних хозяйств, 274 семьи и 360 жилых домов. Средняя плотность населения составляла около 39,2 человека на один квадратный километр.
Расовый состав Ваикапу по данным переписи распределился следующим образом: 15,25 % белых, 0,36 % — чёрных или афроамериканцев, 0,27 % — коренных американцев, 48,61 % — азиатов, 9,6 % — коренных жителей тихоокеанских островов, 25,38 % — представителей смешанных рас, 0,54 % — других народностей. Испаноговорящие составили 6,1 % населения.
Из 347 домашних хозяйств в 40,3 % — воспитывали детей в возрасте до 18 лет, 61,4 % представляли собой совместно проживающие супружеские пары, в 12,1 % семей женщины проживали без мужей, 21 % не имели семьи. 15,3 % от общего числа семей на момент переписи жили самостоятельно, при этом 6,6 % составили одинокие пожилые люди в возрасте 65 лет и старше. В среднем домашнее хозяйство ведут 3,21 человек, а средний размер семьи — 3,57 человек.
Население Ваикапу по возрастному диапазону (данные переписи 2000 года) распределилось следующим образом: 27 % — жители младше 18 лет, 6,9 % — между 18 и 24 годами, 29,3 % — от 25 до 44 лет, 25,2 % — от 45 до 64 лет и 11,6 % — в возрасте 65 лет и старше. Средний возраст жителей составил 37 лет. На каждые 100 женщин приходилось 100,9 мужчин, при этом на каждые сто женщин 18 лет и старше приходилось 100 мужчин также старше 18 лет.

## Экономика
Средний доход на одно домашнее хозяйство Ваикапу составил 62 813 долларов США, а средний доход на одну семью — 65 781 доллар. При этом мужчины имели средний доход в 43 125 долларов в год против 32 875 долларов среднегодового дохода у женщин. Доход на душу населения составил 24 564 долларов в год. 0,7 % от всего числа семей в местности и 1,9 % от всей численности населения находилось на момент переписи за чертой бедности, при этом 1,7 % из них были моложе 18 лет и 1,6 % — в возрасте 65 лет и старше.